# Episodi di Resident Evil
La prima e unica stagione della serie televisiva Resident Evil (serie televisiva), composta da 8 episodi, è stata resa interamente disponibile sul servizio di streaming on demand Netflix il 14 Luglio 2022, in tutti i Paesi in cui è disponibile.
| N. | Titolo originale            | Titolo italiano             | Pubblicazione  |
| -- | --------------------------- | --------------------------- | -------------- |
| 1  | Welcome to New Raccoon City | Benvenuti a New Racoon City | 14 luglio 2022 |
| 2  | The Devil You Know          | Il diavolo che conosci      | 14 luglio 2022 |
| 3  | The Light                   | La Luce                     | 14 luglio 2022 |
| 4  | The Turn                    | La svolta                   | 14 luglio 2022 |
| 5  | Home Movies                 | Video amatoriali            | 14 luglio 2022 |
| 6  | Someone's Little Girl       | La bambina di qualcuno      | 14 luglio 2022 |
| 7  | Parasite                    | Parassita                   | 14 luglio 2022 |
| 8  | Revelations                 | Rivelazioni                 | 14 luglio 2022 |

## Benvenuti a New Racoon City
- Titolo originale: Welcome to New Raccoon City
- Diretto da: Bronwen Hughes
- Scritto da: Andrew Dabb

### Trama
2022: Jade Wesker, sua sorella "gemella" Billie Wesker e il padre, Albert Wesker, arrivano a New Raccoon City, una comunità in Sud Africa, dove il lavoro di Albert è vitale per la Umbrella Corporation. Billie nota che gli animali vengono trasportati nell'edificio automatizzato di suo padre, anche se la Umbrella sconfessa apertamente qualsiasi collegamento con i test sugli animali. Lei e Jade ottengono l'accesso all'Umbrella per documentare gli animali e liberano inavvertitamente Cerberus, un Doberman mutante non morto che li insegue. Cerberus morde il collo di Billie prima che Jade riesca a uccidere il cane con un estintore.
2036: A Londra, Jade ricerca il Pack #2426, un gruppo di umani mutanti noti come "zero". Tutto sta andando bene fino a quando un gigantesco bruco mutante attacca e la fa perdere i sensi. Jade viene salvata da apparenti Buoni Samaritani e viene portata in un rifugio fortificato per ricevere cure mediche. I suoi salvatori in realtà hanno in programma di consegnarla all'Umbrella poiché è considerata un obiettivo di alto valore. Quando Umbrella arriva, il leader, Baxter, ordina ai suoi soldati di giustiziare tutti tranne Jade, che deve essere catturata viva. Nella carneficina che ne segue, Jade fugge e salta nell'orda ammassata di zeri che circonda il rifugio.

## Il diavolo che conosci
- Titolo originale: The Devil You Know
- Diretto da: Bronwen Hughes
- Scritto da: Mary Leah Sutton

### Trama
2022: Jade e Billie vengono trovate da Albert che le aiuta a fuggire prima dell'arrivo degli agenti dell'Umbrella. A casa, racconta alle ragazze che il cane era in cura per una "rara malattia genetica". Fa promettere loro di non parlarne mai, poiché si tratta di un progetto "governativo" classificato e che se dovessero farne parola, verrebbero arrestate. Al mattino, Jade continua a indagare e trova un sito web che afferma di avere "La Veritá". Quest'ultimo illustra delle informazioni circa le epidemie nei laboratori dell'Umbrella che fanno diventare cannibali i dipendenti infetti. Angel Rubio, l'amministratore del sito web, è un giornalista investigativo ossessionato dall'Umbrella. Nel frattempo, Bille vomita e inizia a mostrare segni di infezione.
2036: Dopo essere saltata nella Terra Morta per sfuggire all'Umbrella, Jade è costretta a difendersi da sola contro l'orda Zero. Come risorsa ad alta priorità, Baxter ordina ai suoi uomini di concentrarsi sull'uccisione degli Zero per proteggerla in modo che possa essere catturata. Jade riesce a scappare e raggiungere Dover, in Inghilterra. Più tardi, mentre si trova tra alcuni rifugiati, arriva un traghetto ed il gruppo si confronta con un'unitá speciale della Umbrella sostenuta da un drone armato. La folla è costretta a fuggire con il drone che li uccide mentre Baxter guarda dal suo veicolo.

## La Luce
- Titolo originale: The Light
- Diretto da: Rob Seidenglanz
- Scritto da: Shane Frank e Garett Pereda

### Trama
2022: In laboratorio, Wesker intuisce di avere a disposizione 52 ore per curare Billie, prima che gli impulsi omicidi causati dall'infezione prendano il sopravvento. Al mattino, Billie si alza disorientata, ma finge di stare bene. A scuola, diventa angosciata e ipersensibile al suono. Comincia anche a soffrire di allucinazioni. Jade e il compagno di scuola Simon vorrebbero capirne di più circa le informazioni di Angel dopo la lezione, ma un aggiornamento a sorpresa al firewall di Umbrella non gli permette di trovare ciò che cercano.
2036: Jade si nasconde in un magazzino con un ragazzo, Liam, ei suoi genitori. Salgono tutti su un convoglio di profughi. Durante il viaggio, sono costretti a nascondersi nelle loro auto dopo aver sentito dei Lickers nelle vicinanze. Baxter arriva presto allertando i Licker che irrompono nel convoglio e iniziano a uccidere le persone. Solo pochi sopravvissuti scappano e, mentre viaggiano attraverso i tunnel allagati, scoprono che Liam è infetto. I suoi genitori rivelano che è stato morso tre giorni prima. All'improvviso, un gigantesco ragno mutato inizia ad attaccare. Durante il combattimento che ne segue, il padre di Liam, Mark, muore e Jade uccide il ragno abbassando un otturatore su di esso. Ritorna dalla madre di Liam e cerca di incoraggiarla a lasciare il ragazzo, senza successo. Costretta a continuare il suo viaggio da sola, Jade esce dal tunnel di servizio a Calais, Francia, e trova Baxter ad aspettarla. Viene colpito da colpi di arma da fuoco e ferito, mentre gli operatori sopravvissuti vengono arrestati dai militanti della Fratellanza. Jade viene scambiata per un altro operatore Umbrella e viene messa fuori combattimento.

## La svolta
- Titolo originale: The Turn
- Diretto da: Rob Seidenglanz
- Scritto da: Kerry Williamson

### Trama
2022: Billie convince Jade ad andare a una festa a casa di Simon con lei. Angel si infiltra a New Raccoon City, rintraccia la coppia alla festa e le avverte che sono in pericolo. Si parla dell'incidente di Raccoon City, ritenuto il risultato di una fuga di gas o di un incendio. Insistendo che è stato un attacco nucleare pianificato dal governo degli Stati Uniti per insabbiarlo. Angel rivela che, secondo i registri, le due ragazze non esistono, mentre Albert avrebbe dovuto essere morto nel 2009. Le sue rivelazioni spaventano le due ragazze, che fuggono. Quando cerca di raggiungerle, Angel viene arrestato dalla sicurezza dell'Umbrella.
2036: La Confraternita porta i loro nuovi prigionieri in una prigione. Jade viene incuriosita dai 300 Zero incatenati lì dentro, che si coordinano come una forza lavoro, spostando un grande meccanismo rotante per alimentare la prigione. Una di loro, "Madre Zero", sembra essere la loro leader. Baxter convince Jade ad aiutarlo a scappare. I due riescono e radunano altri soldati della USS catturati, che recuperano le loro armi. Con una motosega, Jade decapita la regina ed è costretta a rinchiudersi in una stanza lontana dagli Zero. La porta si spalanca, schiacciando e facendo esplodere un fascio di bombe a mano. L'esplosione uccide molti degli Zero e lascia Jade in uno stato indebolito. Baxter la salva ei due si dirigono verso una botola delle fogne. Durante il tentativo di arrampicarsi, Baxter viene ucciso dagli Zero. Jade riesce ad uscire, portando con sé la testa della ''Madre Zero''.

## Video amatoriali
- Titolo originale: Home movies
- Diretto da: Rachel Goldberg
- Scritto da: Lindsey Villarreal

### Trama
2022: Albert viene prelevato e portato al quartier generale della Umbrella per incontrare Evelyn, dove viene presentato a un Angel Rubio malmenato e gli viene ordinato di interrogarlo. Risolvendo gli enigmi di Wesker in giro per casa, Jade trova una borsa nascosta contenente $ 10.000, passaporti falsi per l'America e una pistola. Con l'aiuto di Simon, le ragazze trovano un laboratorio segreto in casa e attivano un allarme intruso. I dati della ricerca vengono dati alle fiamme. Albert entra nella stanza, arrabbiato e confuso. Rivela che le ragazze sono nate alla UCSF School of Medicine di San Francisco, usando la fecondazione assistita. Il cane che ha morso Billie è stato infettato dal virus T, che causa mutazioni; Billie sembra essere resistente al virus, poiché le ragazze sono state geneticamente modificate per eccellere nelle prestazioni mentali e fisiche; Umbrella è consapevole delle loro origini.
2036: Jade viene catturata da un'unità USS. Il loro comandante li guarda trattenerla, poi si toglie l'elmo per rivelarsi Billie.

## La bambina di qualcuno
- Titolo originale: Someone's Little Girl
- Diretto da: Batan Silva
- Scritto da: Jeff Howard

### Trama
2022: Albert continua l'interrogatorio di Angel e, durante questo, chiede segretamente ad Angel se qualcun altro sa di Billie e Jade. Angel risponde "no" e gli viene iniettato un farmaco che lo uccide. Evelyn annulla l'interrogatorio. Mentre il personale medico si occupa di Angel, Albert viene accusato di essere la talpa e di aver ucciso il giornalista di proposito per non essere scoperto, quindi lo fa imprigionare. Durante l'autopsia di Angel, successivamente ad un'incisione del medico legale nel suo petto, il corpo del giornalista inizia ad avere delle convulsioni. Albert si accorge che c'è qualcun altro nella cella accanto alla sua e, attraverso un buco nel muro, trova un esatto doppio di se stesso, ma con la barba.
2036: Jade viene rinchiusa in una delle basi della Umbrella e viene interrogata da Billie, che lavora per Evelyn. I due non si vedono dal 2026 circa, quando Jade era incinta, e da allora Albert è morto. Mentre Jade è consapevole che l'Umbrella è una minaccia per l'Università, la ricerca di Jade da parte di Billie è più una questione personale - sebbene Billie sia altamente resistente al T-Virus, non è immune e alla fine si deteriorerà. Billie però le dà la posizione di una squadra di ricerca dell'Università e le toglie un chip di tracciamento Umbrella dal suo braccio in modo che possa scappare liberamente. Jade recupera la testa mozzata di Madre Zero e fugge. All'aperto, Jade si dirige verso la costa dove trova una barca. Viene trovata dalla squadra di ricerca, composta da Amrita e Gideon, che la portano sulla loro nave, sulla quale Jade ritrova il suo compagno Arjun e sua figlia, Bea. Seguendo la costa, la nave supera un'imbarcazione abbandonata, i cui occupanti Zero sono sommersi ma ancora vivi. Jade attende in laboratorio l'autopsia di Madre Zero, con la partecipazione di Amrita, che Jade deduce essere incinta di due mesi. L'autopsia determina che il corpo di Madre Zero sta producendo due enzimi che si degradano dopo l'esposizione all'ossigeno. Durante la notte vengono sottoposti 55 diversi test per preservare gli enzimi con la saliva artificiale, senza successo. Durante il test 56, Jade decide di utilizzare la sua saliva anziché quella artificiale, sputando nel campione. Il test ha esito positivo e le due ragazze Introducono il virus T negli enzimi, determinando che uno ha una proprietà attraente e l'altro una proprietà repellente, il che significa che in teoria gli enzimi potrebbero essere usati sia per allontanare gli Zero che per ordinare loro di attaccare un bersaglio predefinito. Jade vuole mettere alla prova la teoria e va in barca verso la costa per recuperare una donna Zero per studiarla. Di ritorno al laboratorio, Bea entra nella stanza, con Jade che la tiene alla porta. Jade si taglia il dito per iniziare il test, aspettandosi di attivare l'olfatto dello Zero. Il trattamento enzimatico di Jade funziona per proteggerla, ma lo Zero rivolge invece la sua attenzione a Bea, riuscendo a strappare le manette e inseguendola lungo un corridoio. Bea attira inavvertitamente lo Zero verso altre persone e morde Amrita, che muore per le ferite, prima di essere uccisa a colpi di arma da fuoco. Jade si assume la responsabilità dell'attacco e viene quasi uccisa dal partner di Amrita, Paolo. Nello stesso momento, si avvicina il rumore di alcuni elicotteri diretti verso di loro.

## Parassita
- Titolo originale: Parasite
- Diretto da: Batan Silva
- Scritto da: Mary Lia Sutton

### Trama
2005: Albert "Al" Wesker, Albert "Bert" Wesker e Albert "Alby" Wesker stanno effettuando ricerche in un avamposto dell'Umbrella. I tre sono cloni di Albert Wesker, un sovrumano che è il loro leader. Vengono presto affrontati dagli operatori della USS che tentano di trattenerli per il loro uso non autorizzato delle risorse dell'Umbrella. Albert è pronto ad affrontarli usando le sue abilità potenziate, ma quando arrivano più soldati cambia tattica e decide di uccidere i cloni per impedirne l'uso; i rinforzi della USS arrivano più velocemente del previsto e lui è in grado di uccidere Alby solo prima di partire, con Al e Bert che vengono catturati mentre l'amministratore delegato della Umbrella Evelyn Marcus si fa strada nel laboratorio.
2022: Al e Bert parlano attraverso il muro, non vedendosi da diciassette anni. Evelyn interroga Al, il padre di Billie e Jade, rivelando il verdetto del medico legale circa l'autopsia di Angel, ovvero che è stato avvelenato con una dose tre volte letale del nuovo prodotto della Umbrella, Joy, e confermando i suoi sospetti riguardo al sabotaggio dell'interrogatorio da parte di Al. Nelle celle, Bert uccide 2 guardie dell'Umbrella e scappa. A scuola, Billie e Jade parlano con Simon, ma vengono interrotti da Bert che è venuto a prenderle a bordo di in un'auto rubata, suonando il clacson per attirare l'attenzione e identificarle. Bluffa facendo domande su Angel e si offre di portarle fuori per mangiare.Jade e Billie sono incredule per il suo comportamento insolito e dalla guida irregolare. Bert infine rivela che lui e Al sono cloni e fanno parte di un team di ricerca e sviluppo, ma questo convince solo le due ragazze a evitarlo. A questo punto il team dell'Umbrella li rintraccia, e Bert usa la sua abilità di combattimento per uccidere tre guardie, con Roth -il braccio destro di Evelyn- che riesce però a trattenerlo. Le ragazze hanno l'ordine di seguire gli agenti di Umbrella. Billie e Jade vengono portate nella stanza degli interrogatori, dove Al è sdraiato sul pavimento sofferente. Vengono prelevati campioni di sangue dalle due ragazze, con Evelyn che rivela la verità sulle loro origini: le due ragazze sono in realtá state create come parte di un trattamento per le condizioni di Al, essendo esse stesse effettivamente una fonte permanente di sangue vitale per le trasfusioni. Evelyn spiega che quando l'originale Albert Wesker creó i suoi cloni, non voleva aspettare che crescessero in modo naturale per utilizzarli, e così indusse forzatamente la crescita delle loro cellule, distruggendone però il sistema vitale, provocando tumori e gravi complicazioni, come quella di Al, che deve costantemente utilizzare il sangue delle sue figlie, fatte nascere appositamente, per effettuare le trasfusioni e preservare se stesso per sopravvivere. Evelyn rivela infatti che, l'unica preoccupazione dei Wesker è l'auto-conservazione. Non appena ad Al viene offerto un campione di sangue delle ragazze, questo se lo inietta esitante per riprendersi istantaneamente. Billie e Jade possono andarsene. 
2036: Jade continua il suo studio sulla testa di Madre Zero e scopre un dispositivo di localizzazione Umbrella incorporato nella sua testa, scopre quindi che è lei la responsabile del fatto che Umbrella abbia trovato la nave. Arjun informa Jade che Saquim - il leader della nave -  andrá a terra per incontrare Evelyn Marcus e discutere di una tregua. Viene portato in una tenda in una base temporanea, dove viene presentato a Evelyn. Questa vuole che Jade venga consegnata a Umbrella. Quando Bea arriva da Jade, questa la avverte di prendere Arjun e un borsone verde e di lasciare la nave. Presto, i suoi colleghi membri dell'Università tornano con i risultati dei loro rapporti con Evelyn e si preparano ad arrendersi. Sulla riva, Jade è diretta alla loro base da un comandante anziano della USS, Molloy. Lì trova Evelyn, che inizia a cantare e ballare in modo innaturale, e che si rivela essere nient'altro che una marionetta nella mani di Billie che la controlla a suo piacimento tramite Joy e degli elettrodi nella testa. Si scopre quindi che, ufficiosamente, Billie ha il controllo dell'Umbrella da anni. Rivela i suoi obiettivi in modo molto chiaro: vuole utilizzare Jade come fonte di sangue per stabilizzare le sue condizioni. Rendendosi conto che non può fermare l'ordine, Jade rilascia una fiala contenente l'enzima attrattore; centinaia di Zero iniziano ad affluire alla base, uccidendo tutti gli operatori della USS sulla loro strada. La nave va in allerta alla vista di così tanti Zero e sbarca, rivelando che la nave stessa ha da sempre avuto un enorme coccodrillo infetto legato al seguito. Gli Zero riescono a sfondare facilmente il muro perimetrale della base e si precipitano verso Billie e Jade, che si tengono per mano.

## Rivelazioni
- Titolo originale: Revelations
- Diretto da: Rachel Goldberg
- Scritto da: Tara Knight e Andrew Dabb

### Trama
2022: Bert viene riportato nella sua cella da Evelyn; lei cerca di farlo lavorare per lei offrendogli l'opportunità di una casa tutta sua se lui la assiste con un nuovo progetto: il Tiranno. Jade e Billie si prendono una pausa, ma vengono catturate da Roth, le due ragazze ricorrono alla lotta, con Billie che usa la sua forza potenziata su di lui, ma viene imprigionata, mentre Jade riesce a scappare per avvertire Simon. Pronti a scappare con Billie, Simon e Jade si infiltrano nel quartier generale della Umbrella. Al piano di sopra, Billie riprende il controllo di se stessa e reagisce al tecnico di laboratorio, pugnalandolo a un occhio con la siringa e tagliando Evelyn. Le allucinazioni di Billie prendono di nuovo piede e viene attaccata da un cane che scompare quando Bert la fa uscire e le chiede di Al. Quando viene a sapere delle origini di Billie, simpatizza con lei, essendo stata creato anche lui come strumento, ma la spinge ad accettare la sua vita e vedere il meglio nelle persone. Il sistema di sicurezza del quartier generale dell'Umbrella è intervenuto in risposta al tentativo di fuga di Billie e Roth ora guida una squadra della USS che le dà la caccia con l'ordine di uccidere. Evelyn si unisce al gruppo mentre espandono la loro ricerca. Billie ricomincia ad avere allucinazioni e crede di essere sotto attacco, il che la fa mordere Simon, infettandolo con il virus T. Simon si arrende a Evelyn, che lo giustizia piuttosto che ascoltare l'offerta di Al e Bert di trovare un trattamento. I due uomini Wesker uccidono diversi operatori e trascinano Billie e Jade fuori dall'edificio. I quattro fuggono attraverso il parcheggio. Al e Bert iniziano a bagnare il laboratorio con sostanze chimiche per creare una bomba. Al chiede a Bert di andare con le ragazze mentre si avvia, dicendo a Bert che merita una vita propria. Strappa un pezzo di carta e scrive un contatto per Jade (quest'ultima si è rivelata essere Ada Wong). Mentre i tre se ne vanno, Al si confronta con Evelyn che difende l'omicidio di suo figlio come una necessità e dà la colpa ad Al. Gli spara due volte, facendolo cadere, ma Al riesce ad attivare l'accendino. Il laboratorio prende fuoco ed Evelyn riesce a mettersi in salvo per un pelo mentre l'intero edificio va in fiamme. Il Tiranno fuggito viene visto sfondare le macerie del laboratorio.
2036: Un folto gruppo di Zero continua a farsi strada attraverso il perimetro dell'Umbrella. Billie torna alla tenda dove si trova Evelyn, mentre Jade viene trascinata fuori da due operatori verso gli Zero e reagisce. Billie attiva i droni dell'Umbrella, che iniziano a spazzare via gli Zero mentre Jade scappa. Ancora coperta dall'enzima deterrente, gli Zero la ignorano mentre si dirige verso la nave, con Arjun che le lancia una corda per salire a bordo. Per proteggersi in caso di successo della Umbrella, Saqim ordina il rilascio del grosso coccodrillo mutante come protezione di emergenza. I droni di Billie riescono a spazzare via gli Zero, a spese di tutti gli operatori USS rimasti uccisi nel fuoco incrociato. Presto, il coccodrillo si fa strada sulla terraferma. Di ritorno sulla nave, Jade si rende conto che Bea è scomparsa ed è arrivata a riva su una barca rubata. Il coccodrillo raggiunge Bea sulla riva, ma non la sfiora, diventando quasi docile. Billie riesce a scappare su un elicottero, usando i suoi razzi per uccidere il coccodrillo. Jade e Arjun riescono a raggiungere la costa, ma un'onda causata dal coccodrillo li fa naufragare, Arjun rimane privo di sensi. Jade raggiunge la figlia e si confronta con Billie e l'equipaggio dell'elicottero, che desiderano prendere Bea come esemplare. Jade non è in grado di sparare a sua sorella e offre una resa in cambio della libertà di sua figlia Bea. Billie invece spara a Jade, ritenendola irrilevante se ha Bea. Jade si rialza subito mentre l'elicottero si allontana.